# Валиев, Хусаин Хасенович
Хусаи́н Хасе́нович Валиев (каз. Хусаин Хасенұлы Валиев; род. 26 марта 1948, Аманкарагай, Кустанайская область) — инженер-металлург, доктор технических наук, доктор философии (PhD), профессор. Академик ряда общественных научных организаций — Международной кадровой академии Совета Европы (ЮНЕСКО), Международной экономической академии Евразии, Международной академии информатизации, Академии наук высшей школы Республики Казахстан, депутат Сената Парламента Республики Казахстан.

## Биография
Родился 26 марта 1948 года в Аманкарагае Семиозёрного района.
В 1971 году окончил Казахский политехнический институт им. В. И. Ленина с квалификацией инженер-металлург; в 1974 — аспирантуру там же.
С 1981 года — ассистент, старший преподаватель, доцент, заведующий кафедрой общей и теоретической физики Казахского политехнического института им. В. И. Ленина. С 1992 года — старший научный сотрудник; заместитель директора, директор Республиканского центра переподготовки и повышения квалификации инженерных кадров и преподавателей технических дисциплин при Казахском национальном техническом университете — проректор Казахского национального технического университета.
В 2000—2001 годы — проректор Северо-Казахстанского государственного университета им. М. Козыбаева.
С мая 2001 по октябрь 2008 года — ректор Костанайского государственного университета им. А. Байтурсынова. Председатель Совета ректоров Костанайской области (2006).
С 2003 года — член НДП «Нур Отан», член бюро, заместитель Председателя областного филиала НДП «Нур Отан»; в 2003—2008 — депутат областного маслихата.
С декабря 2008 года — депутат Сената Парламента Республики Казахстан IV и V созывов, член Комитета по социально-культурному развитию.
С ноября 2015 по 2019 год — ректор Костанайского государственного университета.
Общественная работа: избирался депутатом Костанайского областного маслихата (был председателем фракции), зам. председателя и членом бюро областного филиала НДП «Hұp Отан», председателем совета ректоров региона. Был членом комиссии по науке и технике HAH PK, по присуждению государственных премий РК, диссертационного докторского совета, председателем экспертного совета ВАК РК, членом комитета управления всемирного Клуба ректоров.
С 20 сентября 2019 года — член Совета сенаторов при Сенате Парламента Республики Казахстана.

### Семья
Отец — Хасен Нургалиевич Валиев, мать — Бахытжамал Бахытжановна Валиева.
Жена — Гульнар Абаевна Валиева, директор Костанайского филиала Международного бюро по правам человека.
- Сыновья — Бауржан (р. 1973), Чингис (р. 1975)[2].

## Научная деятельность
В 1978 году защитил кандидатскую, в 1996 — докторскую диссертацию («Физико-химические основы и технология комплексной переработки полиметаллического сырья автогенными процессами»).
Академик Международной кадровой академии совета Европы — ЮНЕСКО (с 1999), академии Высшей школы РК (с 2002), Международной экономической академии Евразии (с 2005), Международной академии информатизации (с 2005).
Автор более 130 научных публикаций.

### Избранные труды
- Валиев Х. Х. Исследование поведения халькогенидов меди в вакууме и разработка нового способа рафинирования селена: Автореф. дис. … канд. техн. наук. — Алма-Ата, 1979. — 25 с.
- Комплексная переработка полиметаллического сырья. — 1997.
- Металлургия свинца, цинка и сопутствующих металлов. — 2000.
- Орбита образования. — 2009.

## Награды
- Орден «Курмет» (2005)[2]
- Медаль «За укрепление парламентского сотрудничества» (28 ноября 2013 года, Межпарламентская ассамблея СНГ) — за особый вклад в развитие парламентаризма, укрепление демократии, обеспечение прав и свобод граждан в государствах — участниках Содружества Независимых Государств[5]
- Почётная грамота Совета МПА СНГ
- 9 медалей, в том числе 4 зарубежные — в номинации стратегический менеджмент (Франция), за интеллектуальное развитие общества (Испания), за индивидуальный вклад в развитие высшего образования (Англия) и юбилейная медаль (Украина).
- благодарность Президента Республики Казахстан
- Почётный работник образования Республики Казахстан
- звания «Ведущий педагог мира» (с внесением имени в реестр Биографического центра Кембриджа, Англия), «Европейский педагог инженерного вуза».

## Комментарии
1. ↑  По другим данным — в Семиозёрном[2].